# ديمون غريفين
ديمون غريفين (بالإنجليزية: Damon Griffin)‏ هو لاعب كرة قدم أمريكية أمريكي، ولد في 14 يونيو 1976 في لوس أنجلوس في الولايات المتحدة.

## وصلات خارجية
- ديمون غريفين على موقع مرجع كرة القدم المحترفة.كوم (الإنجليزية)